# Karol Drzewiecki
Karol Drzewiecki (nació el 1 de noviembre de 1995) es un jugador de tenis polaco.
Drzewiecki su ranking ATP más alto de individuales fue el número 820, logrado el 3 de diciembre de 2018. Su ranking ATP más alto de dobles fue el número 103, logrado el 11 de noviembre de 2024.

## Títulos Challenger; 9 (0 + 9)
| Leyenda             | Individuales | Dobles |
| ------------------- | ------------ | ------ |
| ATP Challenger Tour | 0            | 9      |

### Dobles

#### Títulos
| N.º | Fecha                    | Torneo     | Superficie    | Compañero            | Oponentes en la final                   | Resultado            |
| --- | ------------------------ | ---------- | ------------- | -------------------- | --------------------------------------- | -------------------- |
| 1.  | 16 de septiembre de 2018 | Szczecin   | Tierra batida | Filip Polášek        | Guido Andreozzi Guillermo Durán         | 6-3, 6-4             |
| 2.  | 25 de noviembre de 2018  | Andría     | Carpet        | Szymon Walków        | Marc-Andrea Hüsler David Pel            | 7-6(10), 2-6, [11-9] |
| 3.  | 7 de marzo de 2020       | Monterrey  | Dura          | Gonçalo Oliveira     | Orlando Luz Rafael Matos                | 6-7(5), 6-4, [11-9]  |
| 4.  | 4 de septiembre de 2021  | Mallorca   | Dura          | Sergio Martos Gornés | Fernando Romboli Jan Zieliński          | 6-4, 4-6, [10-3]     |
| 5.  | 12 de noviembre de 2021  | Montevideo | Tierra batida | Piotr Matuszewski    | Facundo Díaz Acosta Luis David Martínez | 6-4, 6-4             |
| 6.  | 23 de junio de 2023      | Poznań     | Tierra batida | Petr Nouza           | Ariel Behar Adam Pavlásek               | 7-6(2), 7-6(2)       |
| 7.  | 7 de octubre de 2023     | Lisboa     | Tierra batida | Zdenek Kolar         | Jaime Faria Henrique Rocha              | 6-2, 7-6(5)          |
| 8.  | 23 de noviembre de 2024  | Montemar   | Tierra batida | Piotr Matuszewski    | Daniel Rincón Abdullah Shelbayh         | 6-3, 6-4             |
| 9.  | 8 de marzo de 2025       | Córdoba    | Tierra batida | Piotr Matuszewski    | Fernando Romboli Matías Soto            | 6-4, 6-4             |